# Tari Eason
Tari Jordan Eason (Portsmouth, 10 maggio 2001) è un cestista statunitense, professionista nella NBA con gli Houston Rockets.

## Carriera
Dopo aver trascorso una stagione con i Cincinnati Bearcats e una con gli LSU Tigers, nel 2022 si dichiara per il Draft NBA, venendo selezionato con la diciassettesima scelta assoluta dagli Houston Rockets.

## Statistiche

### NCAA
| Anno      | Squadra             | PG | PT | MP   | TC%  | 3P%  | TL%  | RP  | AP  | PRP | SP  | PP   |
| --------- | ------------------- | -- | -- | ---- | ---- | ---- | ---- | --- | --- | --- | --- | ---- |
| 2020-2021 | Cincinnati Bearcats | 23 | 8  | 19,6 | 46,2 | 24,1 | 57,4 | 5,9 | 1,3 | 1,2 | 1,3 | 7,3  |
| 2021-2022 | LSU Tigers          | 33 | 4  | 25,3 | 52,1 | 35,9 | 80,3 | 6,6 | 1,0 | 1,9 | 1,1 | 16,9 |
| Carriera  | Carriera            | 56 | 12 | 22,9 | 50,4 | 32,7 | 75,7 | 6,3 | 1,1 | 1,6 | 1,2 | 13,0 |

#### Massimi in carriera
- Massimo di punti: 26 vs Alabama (19 gennaio 2022)[5]
- Massimo di rimbalzi: 14 vs McNeese State (18 novembre 2021)
- Massimo di assist: 3 (5 volte)
- Massimo di palle rubate: 5 (2 volte)
- Massimo di stoppate: 4 vs Southern Methodist (7 gennaio 2021)
- Massimo di minuti giocati: 32 (2 volte)

### NBA

#### Regular Season
| Anno      | Squadra         | PG  | PT | MP   | TC%  | 3P%  | TL%  | RP  | AP  | PRP | SP  | PP   |
| --------- | --------------- | --- | -- | ---- | ---- | ---- | ---- | --- | --- | --- | --- | ---- |
| 2022-2023 | Houston Rockets | 82  | 5  | 21,5 | 44,8 | 34,3 | 75,2 | 6,0 | 1,1 | 1,2 | 0,6 | 9,3  |
| 2023-2024 | Houston Rockets | 22  | 0  | 21,8 | 46,6 | 36,0 | 63,6 | 7,0 | 1,2 | 1,4 | 0,9 | 9,8  |
| 2024-2025 | Houston Rockets | 57  | 16 | 24,9 | 48,7 | 34,2 | 76,0 | 6,4 | 1,5 | 1,7 | 0,9 | 12,0 |
| Carriera  | Carriera        | 161 | 21 | 22,8 | 46,6 | 34,5 | 74,1 | 6,3 | 1,2 | 1,4 | 0,7 | 10,3 |

#### Playoffs
| Anno     | Squadra         | PG | PT | MP   | TC%  | 3P%  | TL%  | RP  | AP  | PRP | SP  | PP  |
| -------- | --------------- | -- | -- | ---- | ---- | ---- | ---- | --- | --- | --- | --- | --- |
| 2025     | Houston Rockets | 7  | 0  | 18,9 | 47,7 | 36,8 | 50,0 | 4,3 | 0,7 | 1,1 | 1,0 | 7,6 |
| Carriera | Carriera        | 7  | 0  | 18,9 | 47,7 | 36,8 | 50,0 | 4,3 | 0,7 | 1,1 | 1,0 | 7,6 |

#### Massimi in carriera
- Massimo di punti: 21 (2 volte)[6]
- Massimo di rimbalzi: 13 (2 volte)
- Massimo di assist: 5 vs Toronto Raptors (9 novembre 2022)
- Massimo di palle rubate: 5 vs Toronto Raptors (9 novembre 2022)
- Massimo di stoppate: 3 (3 volte)
- Massimo di minuti giocati: 35 vs Boston Celtics (13 marzo 2023)

## Palmarès

### Individuale

#### NBA
- NBA All-Rookie Second Team (2023)